# 小谷剛
小谷 剛（こたに つよし、1924年9月11日－1991年8月29日）は、医師、作家。
京都市生まれ、愛知県名古屋市育ち。旧制東海中学、名古屋帝国大学附属医学専門部卒業。
名古屋市中川区で産婦人科医院を開業、同人雑誌『作家』を主宰する。1949年上半期、「確証」で戦後復活した最初の芥川賞を受賞する。医師として活動しながら『作家』の刊行を続け、後進を育成した。
小谷の死去後、『作家』は1992年1月号をもって月刊誌としての刊行を終了。後継誌として『季刊作家』が創刊された。

## 著書
- 『確証』改造社, 1949
- 『空中索道』改造社, 1950
- 『学生心中』豊文社, 1954
- 『翼なき天使』大日本雄弁会講談社, 1955
- 『医師と女』鱒書房(コバルト新書) 1955
- 『花はまた咲く』住吉書店 1956
- 『検診台 随筆』鱒書房 1956
- 『培地』春陽堂書店 1958
- 『青春の罪状』文芸評論新社, 1959
- 『婦人科医のカルテ』東京中日新聞出版局, 1963
- 『非行』学習研究社(芥川賞作家シリーズ) 1964
- 『虎』作家社, 1972
- 『不断煩悩』作家社 1973
- 『火刑の海』檸檬社 1980
- 『『作家』・芥川賞・おんな 戦後文化史の傍証』中日新聞本社, 1981
- 『鼠の天寿』有朋舎, 1983
- 『冬咲き模様』作家社, 1984
- 『女性のための文章作法』講談社, 1984
- 『男と女の性楽講座 憂うべき性常識のあやまり』講談社, 1985
- 『連獅子』作家社 1989